# Kungsåra församling
Kungsåra församling är en församling i Västerås pastorat i Domprosteriet i Västerås stift. Församlingen ligger i Västerås kommun i Västmanlands län.

## Administrativ historik
Församlingen har medeltida ursprung.
Församlingen utgjorde till 1801 ett eget pastorat för att därefter till 1870 vara moderförsamling i pastoratet Kungsåra och Kärrbo för att sedan från 1870 till 1 december 1930 åter utgöra ett eget pastorat. Från 1 december 1930 till 1962 var den annexförsamling i pastoratet Kärrbo, Kungsåra och Ängsö för att från 1962 till 2006 vara annexförsamling i pastoratet Irsta, Kärrbo, Kungsåra, Ängsö och Björksta. År 2006 uppgick de övriga församlingarna i pastoratet i denna församling. Församlingen utgjorde därefter till 2014 ett eget pastorat. Från 2014 ingår församlingen i Västerås pastorat.

## Organister
| Verksam   | Namn                     | Levnadstid | Övrigt                |
| --------- | ------------------------ | ---------- | --------------------- |
| 1724      | Peter Hofberg            |            | Organist.             |
| -1737     | Johan Norberg            | 1695-1760  | Organist              |
| 1737-1755 | Johan Norberg            | 1720-      | Organist              |
| 1755-     | Erik Norberg             | 1737-1759  | Klockare              |
| 1834-1855 | Jonas Bergmark           | 1799-1855  | Organist och klockare |
| 1857-1880 | August Eventius Thorsell | 1824-1880  | Organist.             |
| 1880-1909 | Johan Arvid Johansson    | 1844-1917  | Organist.             |
| 1910-1941 | Gustaf Vinkvist          | 1881-1941  | Organist.             |
| 1942-1946 | J. Emil Jansson          | 1902-      | Organist.             |
| 1947-     | Per Evald Karis          | 1901-      | Organist.             |

## Kyrkor
- Kungsåra kyrka
- Kärrbo kyrka
- Björksta kyrka
- Irsta kyrka
- Ängsö kyrka